# Кучерявка американська
Кучерявка американська (Ulota hutchinsiae) — вид мохів порядку прямоволосникальних (Orthotrichales).

## Поширення
Батьківщиною є Європа, Північна Америка.

## Характеристика
Рослини 0.4–4 см. Стебла прямовисні. Стеблові листки прямовисно-притиснуті й жорсткі, ± злегка закручені, від вузько-ланцетно-довгастих до ланцетних, 1.4–2.2 мм; основа довгаста; краї ± загнуті до верхівки; верхівка від гострої до тупої. Статевий стан автоіктичний. Коробочкові ніжки 2.5–3.5 мм. Коробочка від довгасто-еліптичної до циліндрично-веретеноподібної форми, 1.1–2 мм, 8-ребриста на 1/3–1/2 довжини. Спори 9–16 мкм.